# Magda Wollter
Syster Betty Magdalena (Magda) Ruth Wollter, född 9 augusti 1895 i Sankt Ibb, död 8 januari 1968 i Malmö, var en svensk författare och ämneslärare. Hon var starkt engagerad i kyrkliga frågor och verkade för att bilda kloster inom Svenska kyrkan.

## Biografi
Magda Wollter föddes på Ven, S:t Ibbs socken, 1895 där hennes far var kronolänsman. 1905 flyttade familjen till Malmö, några år senare till Klippan, så åter till Malmö, Sankt Petri församling. I Malmö hade hon prästen Albert Lysander som lärare i kristendomskunskap och även som konfirmationspräst. Hans undervisning gjorde ett bestående intryck och kom att prägla hennes kristna tro.
Magda Wollter avlade studentexamen vid Tekla Åbergs högre läroverk för flickor i Malmö. 1916 blev hon den första kvinnan med teologie kandidatexamen vid Lunds universitet. Vid fakulteten hade hon mött bibelkritik och en liberal teologi som stred mot Lysanders högkyrkliga framställning. Det fick henne att först vackla i sin egen tro men sedan återfick hon sin tidigare kristna övertygelse.
Hon fick sin första lärartjänst vid Sollefteå samskola 1916, arbetade som lärare i Kalmar och Lund, men fortsatte också med studier och forskning i Lund. 1922 undergick hon tentamen i historia för filosofisk ämbetsexamen. 1934,tenterade hon i kyrkohistoria för teologie licentiatexamen. Under större delen av sitt yrkesliv undervisade hon vid olika skolor i Lund, främst i kristendom och historia. Hon gick i pension redan 1945 och flyttade till Malmö. 
Magda Wollter avled 1968 och gravsattes på Norra kyrkogården i Lund. Hennes efterlämnade papper förvaras på Universitetsbiblioteket vid Lunds universitet.

## Författarskap
Magda Wollter gav ut tre romaner:
- Dit S:t Petri klockor nådde (1946, även översatt till danska) berättar i sex kapitel om olika skeden i Malmös historia, från sent 1300-tal till tidigt 1900-tal. I centrum finns S:t Petri kyrka. Olika religiösa föreställningar och motsättningar levandegörs. Romanen bygger på omfattande arkivstudier. Den fick goda recensioner och blev på sin tid mycket uppmärksammad.[5][6]
- Du nalkas, ljuva sommar (1949, även översatt till danska) utspelas i arbetarkvarteren kring S:t Petri kyrka i Malmö men tiden är nu tidigt 1900-tal. Det är tydligt att Wollter vävt in egna minnen i historien, bland annat har huvudpersonen Monika Wärsell samma initialer som författaren. Romangestalterna är skildrade med ömhet och humor.
- Kellers (1953) är en släkthistoria från mitten av 1800-talet. Här är tonen mörkare. Miljön är den skånska landsbygden. Man kan ana likheter mellan familjen Keller och Wollters mors släkt.

På 1950-talet gav Magda Wollter ut två debattskrifter som väckte uppmärksamhet i kyrkliga kretsar:
- Klosterkallet (1952). Wollter förde fram tankar om att bilda en kvinnlig klosterorden inom Svenska kyrkan. Det var kontroversiella idéer i Sverige där kloster länge varit förbjudna, ett förbud som hade upphävts 1951.
- Annorlunda (1957). Boken var ett inlägg i debatten om kvinnliga präster i Svenska kyrkan. Hennes uppfattning var att kvinnor och män hade olika uppgifter i kyrkan och argumenterade mot prästvigning av kvinnor.

## Kyrkliga frågor
Magda Wollter var genom hela livet starkt engagerad i kyrkliga frågor. Under sin studietid i Lund satt hon i styrelsen för Lunds kristliga studentförbund och ledde kvinnoavdelningen av Sveriges kristliga studentrörelse. I Wollters tre romaner fanns en religiös problematik.
Redan som ung hade hon haft en önskan om att kunna skapa en kvinnlig klosterorden inom Svenska kyrkan. 1919 hade hennes konfirmationslärare Albert Lysander grundat den högkyrkliga gemenskapen Sodalitium Confessionis Apostolicæ, SCA. 1939 samlade Magda Wollter en grupp kvinnor i en motsvarande kvinnlig gemenskap, SCA:s systrakrets. På 1940-talet hade hon kontakt med protestantiska kloster i utlandet. Wollter och några av kvinnorna i systrakretsen beslöt att försöka bilda en liknande klosterliknande gemenskap i Sverige. 
På Fridhem i Malmö fanns ett trevånings flerfamiljshus kallat Neapel efter kvarteret det låg i. Man bildade en stiftelse som köpte fastigheten och 1948 flyttade Wollter och hennes medsystrar in i huset som gavs namnet S:t Petrigården. Efter några år upplöstes gruppen men 1957 bildades en ny gemenskap, Jesu Moder Marias Systraskap. Magda Wollter var nu sjuklig och Tyra Antonia Andersson tog över ledningen. Efter Wollters död 1968 sålde man huset på Fridhem (huset revs 1971) och flyttade till ett före detta ålderdomshem i Östra Sönnarslöv. 1983 konverterade de då åtta systrarna till katolicismen. 1991 kunde de inviga sitt kloster Jesu Moder Marias Kloster, Mariavall, men inte inom Svenska kyrkan som Wollter önskat utan inom den katolska benediktinerorden.